# Acilação de Kostanecki
A acilação de Kostanecki é um método utilizado em síntese orgânica para formar cromonas ou cumarinas pela acilação de o-hidroxiarilcetonas com anidridos de ácido alifáticos seguida de ciclização. Se o anidrido benzoico (ou o cloreto de benzoíla) for usado, um tipo particular de cromona chamado flavona é obtido.

## Mecanismo
O mecanismo consiste em três etapas:
- o-acilação do fenol com formação de um intermediário tetraédrico;
- Condensação aldólica intramolecular para ciclizar e formar uma hidroxidi-hidrocromona;
- Eliminação do grupo hidroxila para formar a cromona (ou cumarina);

## Exemplos de produtos
- Alvocidib (flavopiridol)
- Dimefline
- Flavoxato